# انم
انم (انگلیسی: Enem) یک شهرک در شهرستان تخته‌موکایسکی استان آدیغیه کشور روسیه است.